# Mistrovství Československa v krasobruslení 1959
Mistrovství Československa v krasobruslení 1959 se konalo 17. ledna a 18. ledna 1959 v Bratislavě.
Poprvé se soutěžilo v kategorii tanečních dvojic (párů).

## Medaile
| Kategorie      | Zlato                        | Zlato      | Stříbro                     | Stříbro     | Bronz                            | Bronz       |
| Muži           | Karol Divín                  | 5 - 924,0  | Pavel Fohler                | 12 - 784,1  | Jaromír Holan                    | 13 - 776,7  |
| Ženy           | Jindra Kramperová            | _ - 1237,4 | Jana Dočekalová             | 13 - 1225,0 | Jitka Hlaváčková                 | 25 - 1132,4 |
| Sportovní páry | Hana Dvořáková Karel Vosátka | 5 - 52,3   | Eva Romanová Pavel Roman    | 10 - 49,0   | Milada Kubíková Jaroslav Votruba | 15 - 45,6   |
| Taneční páry   | Eva Romanová Pavel Roman     | 5 - 150,6  | Jitka Babická Jaromír Holan | 10 - 135,5  | Eva Grožajová Reinhold Šturm     | 15 - 11_,4  |

- čísla udávají celkové hodnocení, první za přednes a druhá počet bodů